# Ernestia cordifolia
Ernestia cordifolia är en tvåhjärtbladig växtart som beskrevs av Otto Karl Berg och José Jéronimo Triana. Ernestia cordifolia ingår i släktet Ernestia och familjen Melastomataceae.
Artens utbredningsområde är Venezuela. Inga underarter finns listade i Catalogue of Life.